# Swede Hollow (roman)
Swede Hollow är en roman av Ola Larsmo utgiven 2016 som handlar om svenska invandrare som bosätter sig i området Swede Hollow i Saint Paul, Minnesota, och deras kamp för att skapa ett nytt och bättre liv för sig och sina barn. Det är en skönlitterär bok som bottnar i Larsmos efterforskningar kring Swede Hollow och som framför allt tecknar områdets historia.